# Jenn Murray

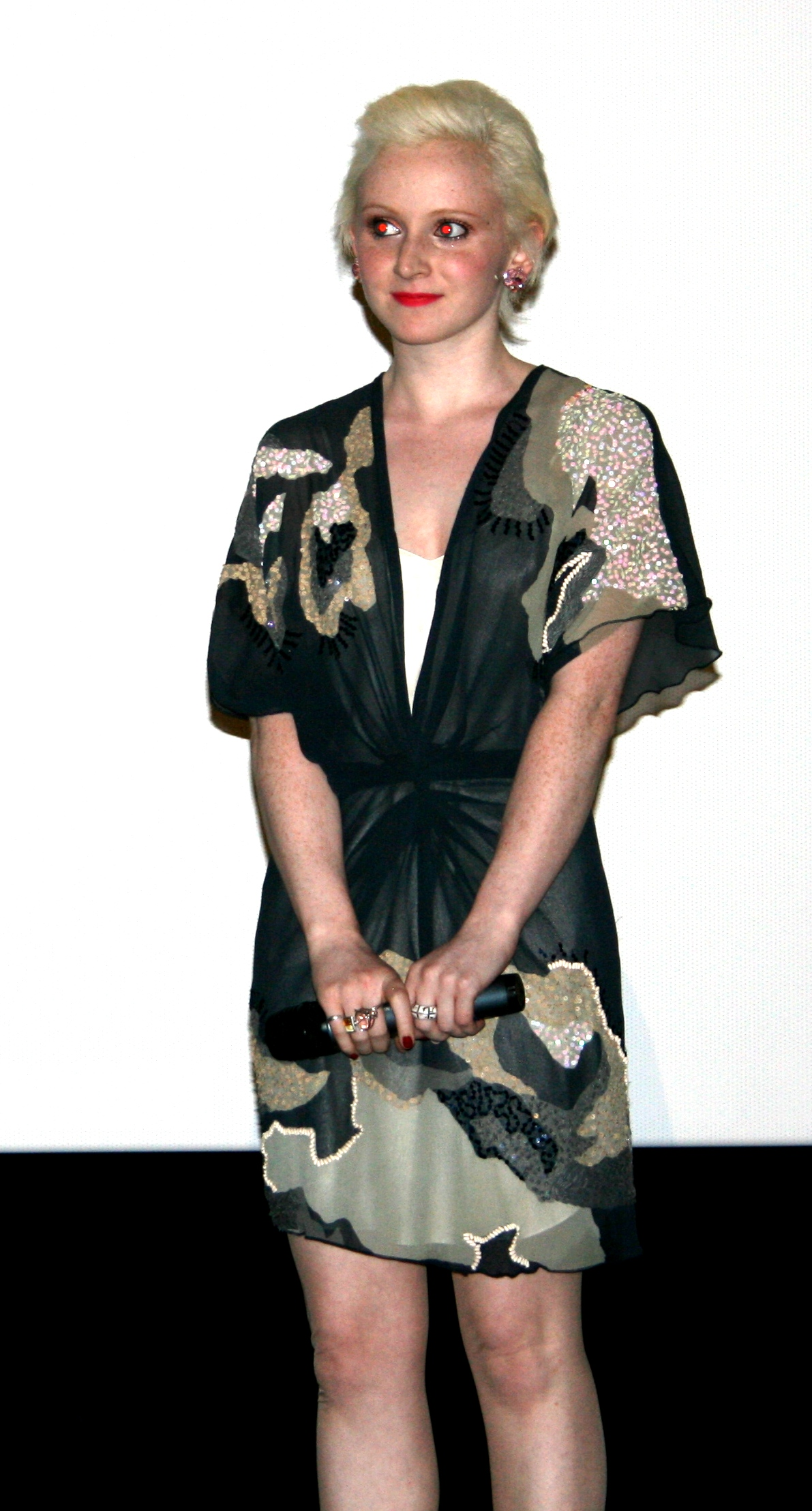
Jenn Murray (2008)

Jenn Elizabeth Murray (* 1986 in Belfast) ist eine nordirische Filmschauspielerin.

## Leben
Ihre erste Filmrolle erhielt die 1986 in Belfast geborene Schauspielerin in Dorothy Mills von Agnès Merlet, in dem sie in der Titelrolle zu sehen war. Für diese Rolle wurde Murray 2009 im Rahmen der Irish film and Television Awards als beste Hauptdarstellerin nominiert. Es folgten Gastauftritte in Fernsehserie wie The Clinic, Die Triffids – Pflanzen des Schreckens, The Bill und Lewis – Der Oxford Krimi. 2011 übernahm Murray in der Miniserie The Fades die Rolle von Natalie, 2013 in der Fernsehserie Truckers die Rolle von Michelle.
In dem Film Brooklyn – Eine Liebe zwischen zwei Welten aus dem Jahr 2015 spielte Murray Dolores. Ein Jahr später war sie im Film Love & Friendship von Whit Stillman in der Rolle von Lady Lucy Manwaring zu sehen. In dem Film Phantastische Tierwesen und wo sie zu finden sind von David Yates spielte sie im gleichen Jahr Chastity Barebone.

## Filmografie
- 2008: Dorothy Mills
- 2011: The Fades (Fernsehserie, 5 Folgen)
- 2012: Earthbound
- 2014: Testament of Youth
- 2015: Brooklyn – Eine Liebe zwischen zwei Welten (Brooklyn)
- 2015: Angel
- 2016: Love & Friendship
- 2016: Phantastische Tierwesen und wo sie zu finden sind (Fantastic Beasts and Where to Find Them)
- 2019: Maleficent: Mächte der Finsternis (Maleficent: Mistress of Evil)
- 2023: The Lovers (Fernsehserie, 2 Folgen)

## Auszeichnungen
Irish Film and Television Awards
- 2009: Nominierung als Beste Hauptdarstellerin (Dorothy Mills)[2]